# Yuniesky Quezada Pérez
Yuniesky Quezada Pérez (ur. 31 lipca 1984 w prowincji Villa Clara) – kubański szachista, arcymistrz od 2005 roku.

## Kariera szachowa
W finałach indywidualnych mistrzostw Kuby uczestniczy od 2002 r., największy sukces w tych rozgrywkach osiągnął w 2008 r. w Santa Clarze, gdzie zdobył złoty medal. W 2001 r. podzielił I m. (wspólnie z Yuri Gonzalezem Vidalem i Holdenem Hernandezem Carmenatesem) w Hawanie. W 2003 r. zwyciężył w rozegranym w Meridzie memoriale Carlosa Torre Repetto i zdobywając pierwszą normę na tytuł arcymistrza. Pozostałe dwie normy wypełnił w Santa Clarze (2004, memoriał Guillermo García Gonzáleza, II m. za Lazaro Bruzonem) oraz w Hawanie (2005, memoriał Jose Raula Capablanki, turniej Premier, I m.). W 2006 r. zajął II m. (za Wadimem Miłowem) w turnieju otwartym memoriału Carlosa Torre Repetto w Meridzie, w 2007 r. podzielił I m. Santa Clarze (wspólnie z m.in. Csabą Horvathem, Walterem Arencibią Rodriguezem i Neurisem Delgado Ramirezem), natomiast w 2008 r. podzielił II m. w Aguascalientes (za Nikoła Mitkowem, wspólnie z m.in. Lazaro Bruzonem, Frankiem De la Pazem Perdomo i Alonso Zapatą) oraz zajął II m. w memoriale Carlosa Torre Repetto w Méridzie (w finale przegrywając z Aleksandrem Oniszczukiem). W 2010 r. zwyciężył w Tariji. W 2015 r. podzielił I m. (wspólnie z Ioanam-Cristianem Chirilą) w Filadelfii.
Wielokrotnie reprezentował Kubę w turniejach drużynowych, m.in.:
- sześciokrotnie na olimpiadach szachowych (w latach 2004, 2006, 2008, 2010, 2012, 2014)[2],
- na drużynowych mistrzostwach świata (w roku 2005)[3],
- dwukrotnie na drużynowych mistrzostwach panamerykańskich (w latach 2009, 2013); czterokrotny medalista: wspólnie z drużyną – dwukrotnie srebrny (2009, 2013) oraz indywidualnie: złoty (2013 – na III szachownicy) i srebrny (2009 – na V szachownicy)[4].

Najwyższy ranking w dotychczasowej karierze osiągnął 1 września 2013 r., z wynikiem 2655 punktów zajmował wówczas 96. miejsce na światowej liście FIDE, jednocześnie zajmując 3. miejsce (za Leinierem Dominguezem i Lazaro Bruzonem) wśród kubańskich szachistów.